# バスケットボールセネガル代表
バスケットボールセネガル代表（Senegal national basketball team）は、セネガルバスケットボール連盟により国際大会に派遣されるバスケットボールのナショナルチームである。

## 歴史
アフリカ選手権優勝5回、過去3度の自国開催もすべて制しており、アンゴラと並ぶアフリカバスケ屈指の強豪として君臨している。（男子大陸選手権にて3回以上の自国開催すべて優勝しているのは2007年現在セネガルとアンゴラのみである。）
2006年世界選手権にも出場したが、1勝もできず終わった。
2007年のアフリカ選手権は1次ラウンド敗退に終わった。
2013年アフロバスケットは、3位決定戦で開催国のコートジボワール相手に勝利しワールドカップ出場権を獲得した。大会のオールトーナメントチームにマレイエ・エンドイェが選出された。
2014年ワールドカップは、プエルトリコとクロアチア相手に勝利し決勝トーナメントへ進出。決勝トーナメント1回戦で開催国のスペイン相手に敗れた。
2015年アフロバスケットは、準決勝でナイジェリア相手にオーバータイムの末敗れ3位決定戦に回ることとなった。3位決定戦ではチュニジアとの対戦となったが、73-82のスコアで敗れた。大会のオールトーナメントチームにゴーギー・ジェンが選出された。
FIBAアフロバスケット2017は、準決勝でナイジェリア相手に敗れ3位決定戦に回ることとなった。3大会連続で3位決定戦を戦うこととなったが、モロッコ相手に73-62のスコアで勝利した。大会のオールトーナメントチームに前回大会に続いてゴーギー・ジェンが選出された。
2019年ワールドカップは、グループステージと順位決定戦の全ての試合で敗れた。
出場予定だった東京オリンピック予選は、チーム内の多数の選手達に新型コロナウイルス感染症陽性者が出たため、大会開始前に棄権した。
FIBAアフロバスケット2021は、準決勝でコートジボワール相手に敗れ4大会連続で3位決定戦に回ることとなった。3位決定戦ではカーボヴェルデとの対戦となったが、86-73のスコアで勝利した。大会のオールスターチームに3大会連続でゴーギー・ジェンが選出された。
2023年ワールドカップは、予選で敗退し出場を逃した。

## 主な国際大会成績
- オリンピック
  - 1968年 ― 15位
  - 1972年 ― 15位
  - 1980年 ― 11位
- ワールドカップの成績
  - 1978年 ― 14位
  - 1998年 ― 15位
  - 2006年 ― 22位
  - 2014年 ― 16位
  - 2019年 ― 30位
- アフリカ選手権の成績
  - 優勝：5回（1968,1972,1978,1980,1997）

## 現在の代表選手
2025年FIBAアフロバスケットのロスター
- ブランコウ・バディオ
- ウスマン・エンディアイエ
- マフタル・ゲイェ
- ジャン・ジャック・ボワシー
- イブラヒマ・ファイェ
- イブラヒマ・ディアロ
- イブー・バジ
- ゴラ・カマラ
- ババカル・シセ・ディアロ
- アマル・シラ
- カリム・マネ
- ムスタファ・ディオプ

## 歴代代表選手
- マーマドゥ・ディオウフ
- ドンゴ・ヌジャイ
- ウスマン・ンジャイ
- ジブリエル・チャム
- ゴルグイ・ディエング
- モーリス・ンドゥール
- ユッスー・ンドゥイ
- ブバカル・トゥーレ
- ママドゥ・ファイ
- アルガ・ンジャイ

## 歴代ヘッドコーチ
- ボニファス・エンドング  (2020-2022）
- サガナ・ジョップ (2022-)